# La Vengeance d'un acteur (film, 1963)
Pour plus de détails, voir Fiche technique et Distribution.
La Vengeance d'un acteur (雪之丞変化, Yukinojō henge) est un film japonais réalisé par Kon Ichikawa et sorti en 1963. 
Le film d'Ichikawa est, en réalité, un remake de celui réalisé en 1935 par Teinosuke Kinugasa, et, dans lequel Kazuo Hasegawa, l'acteur principal, figurait déjà au générique sous le nom de scène de Chōjirō Hayashi.

## Synopsis
Edo. Au cours d'une de ses représentations kabuki, Yukinojō Nakamura, acteur oyama (comédien masculin incarnant des rôles de femme),  reconnaît parmi le public le seigneur Dobé et deux de ses complices, Kawaguchiya et Hiromiya, tous coupables d'avoir mis en faillite son père, d'avoir poussé celui-ci au suicide par pendaison et d'avoir conduit sa mère à se trancher la gorge. Yukinojō peut ainsi  venger sa famille. Avec l'aide d'un « généreux voleur »,Yamitaro, et en dépit des obstacles dressés par un ancien rival et un groupe de voleurs menés par une jeune femme, Yukinojō parvient à ses fins. En effet, introduit auprès de Dame Namiji, la fille du seigneur Dobé et favorite du shogun, l'acteur travesti peut ainsi, en se servant d'elle, arriver à ses fins. Le serment de vengeance coûtera la vie à la très belle jeune femme. Vengé, mais inconsolable, car épris d'amour pour la jeune femme, Yukinojō décide alors d'abandonner le théâtre.

## Fiche technique
- Titre original : 雪之丞変化 (Yukinojō henge?)[1]
- Titre français : La Vengeance d'un acteur
- Titre français alternatif : La Revanche d'un acteur[2]
- Réalisation : Kon Ichikawa
- Scénario : Daisuke Itō, Teinosuke Kinugasa, Natto Wada, d'après le roman de Otokichi Mikami (ja).
- Photographie : Setsuo Kobayashi
- Musique : Yasushi Akutagawa
- Montage : Shigeo Nishida
- Décors : Yoshinobu Nishioka (ja)
- Costumes : Yoshio Ueno
- Producteurs : Hiroshi Fujii et Masaichi Nagata
- Société de production : Daiei
- Pays d'origine :  Japon
- Langue originale : japonais
- Format : couleurs (Eastmancolor) - 2,35:1 - son mono - 35 mm
- Genre : drame
- Durée : 113 minutes[3] (métrage : 11 bobines - 3 104 m[3])
- Date de sortie : 
  - Japon : 13 janvier 1963[3]
  - France : 25 avril 1979[4]

## Distribution artistique
- Kazuo Hasegawa : Yukinojō Nakamura/Yamitaro, le "généreux voleur"
- Fujiko Yamamoto : Ohatsu
- Ayako Wakao : Dame Namiji, la fille de Dobé
- Ganjirō Nakamura : seigneur Sansai Dobé, ancien magistrat de Nagasaki
- Eiji Funakoshi : Kadokura
- Eijirō Yanagi : Hiromiya
- Saburō Date : Kawaguchiya
- Chūsha Ichikawa : Kikunojo Nakamura
- Raizō Ichikawa : Hirutaro

## Commentaires
Dans son ouvrage consacré au cinéma japonais, Donald Richie écrit : « La Daiei, mécontente des résultats des deux précédents films d'Ichikawa, décida de freiner les tendances dispendieuses du réalisateur ».
« En guise de punition, on lui confia le remake d'un mélodrame vieillot, La Vengeance de Yukinojō » (Ph. Kemp : 1001 films, Omnibus), tourné initialement par Teinosuke Kinugasa. « De toute évidence, ce n'était pas un film pour le virulent Ichikawa. Mais le metteur en scène et ses scénaristes y entrevirent néanmoins des possibilités intéressantes ».
Finalement, la Vengeance d'un acteur « est un tour de force d'une étonnante virtuosité, où le metteur en scène brouilla volontairement les cartes entre théâtre et cinéma, s'essaya à toutes les expérimentations colorées possibles et imaginables (...) », ajoute Donald Richie.
Film d'aventures à l'intrigue foisonnante, aux rebondissements multiples et inattendus, mélangeant les genres avec humour, « ayant recours à des décors outrés, à une musique décalée et des images déformées » (Ph. Kemp, op. cité), La Vengeance d'un acteur ne doit pas faire oublier, selon Jean-Marie Carrou, « la vérité profonde de l'œuvre, beaucoup plus grave, et le portrait du héros blessé (qui) renvoie aux valeurs dramatiques d'une peinture psychologique approfondie. » (in : Dictionnaire des films, Éditions Larousse)

## Récompense
- 1964 : prix Mainichi de la meilleure direction artistique pour Yoshinobu Nishioka (ja)[6]